# Halte Zwaagdijk

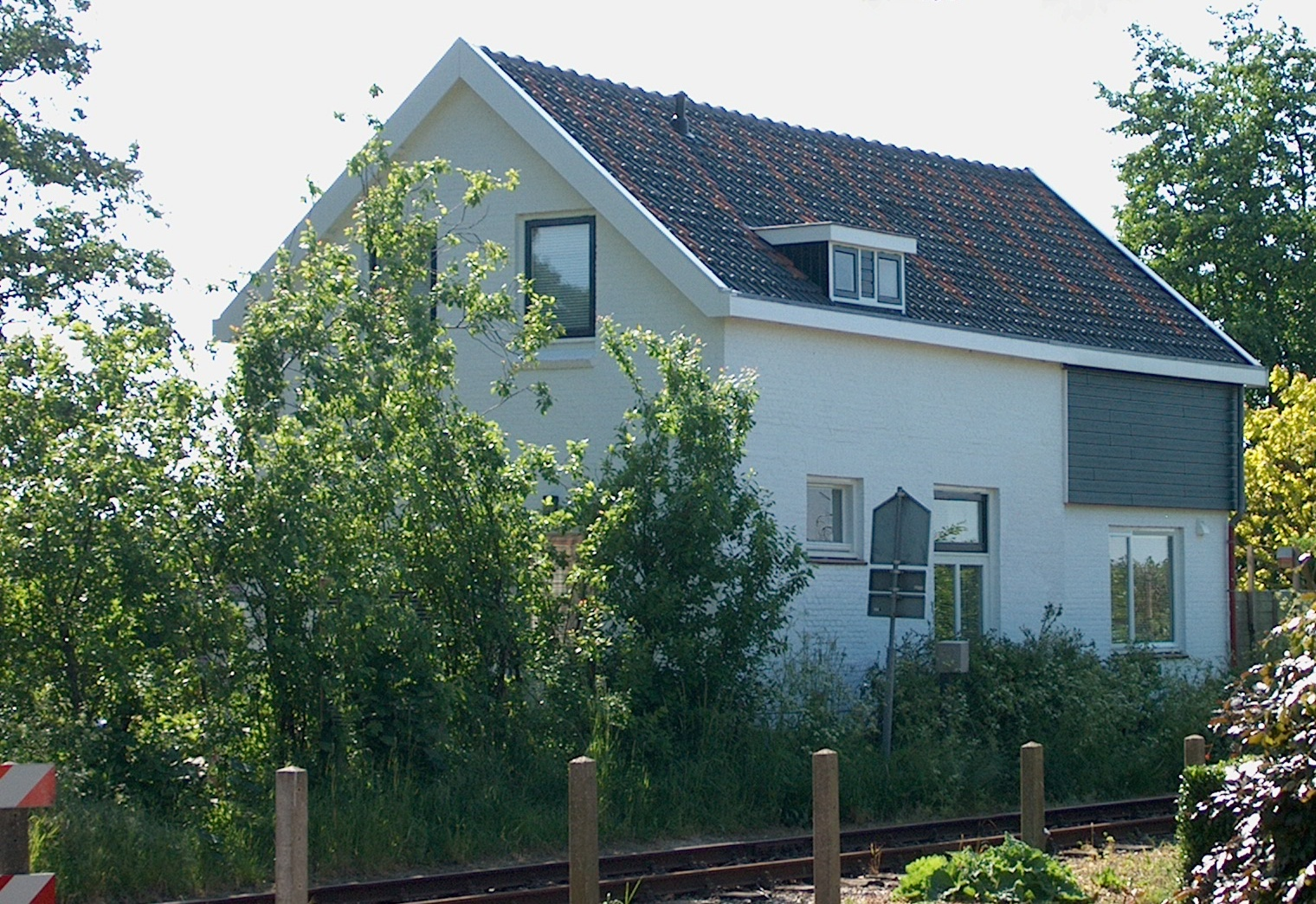
Het voormalige stationsgebouw, d.d. 24 mei 2008

Halte Zwaagdijk is een voormalige stopplaats aan de spoorlijn Hoorn - Medemblik, gelegen in Zwaagdijk-West, en was destijds in gebruik bij de Locaalspoorwegmaatschappij Hollands Noorderkwartier.
Het station werd geopend op 3 november 1887 en is in gebruik geweest tot 15 mei 1931. Het stationsgebouw - een verkleinde uitvoering van de standaardstations die elders langs deze spoorlijn worden aangetroffen - is tegenwoordig (2015) in gebruik als woonhuis en bevindt zich aan de Zwaagdijk 424.